# Rhadi Ferguson
Rhadi Bullard Ferguson (ur. 3 kwietnia 1973) – amerykański judoka. Olimpijczyk z Aten 2004, gdzie odpadł w eliminacjach w wadze półciężkiej.
Startował w Pucharze Świata w latach 1999, 2000 i 2003. Brązowy medalista mistrzostw panamerykańskich w 2004 roku.

## Letnie Igrzyska Olimpijskie 2004
| Konkurencja | Rundy eliminacyjne  | Rundy eliminacyjne   | Repasaże                | Klas. końcowa |
| Konkurencja | 1/32                | 1/16                 | Przeciwnik I            | Miejsce       |
| ----------- | ------------------- | -------------------- | ----------------------- | ------------- |
| 100 kg      | Yhya Hasaba (SYR) Z | Jang Sung-ho (KOR) P | Franck Moussima (CMR) P | III runda     |